# Міддл-Рівер (Меріленд)
Міддл-Рівер (англ. Middle River) — переписна місцевість (CDP) в США, в окрузі Балтимор штату Меріленд. Населення — 33 203 особи (2020).

## Географія
Міддл-Рівер розташований за координатами 39°20′0″ пн. ш. 76°25′54″ зх. д. / 39.33333° пн. ш. 76.43167° зх. д. (39.333430, -76.431666).  За даними Бюро перепису населення США в 2010 році переписна місцевість мала площу 22,04 км², з яких 20,14 км² — суходіл та 1,89 км² — водойми.

## Демографія
Згідно з переписом 2010 року, у переписній місцевості мешкала 25 191 особа в 9882 домогосподарствах у складі 6387 родин. Густота населення становила 1143 особи/км².  Було 10538 помешкань (478/км²).
Расовий склад населення:
| - 67,5 % — білих - 22,6 % — чорних або афроамериканців - 3,4 % — азіатів - 0,7 % — корінних американців - 2,4 % — осіб інших рас |

До двох чи більше рас належало 3,5 %. Частка іспаномовних становила 6,2 % від усіх жителів.
За віковим діапазоном населення розподілялося таким чином: 23,6 % — особи молодші 18 років, 63,7 % — особи у віці 18—64 років, 12,7 % — особи у віці 65 років та старші. Медіана віку мешканця становила 36,0 року. На 100 осіб жіночої статі у переписній місцевості припадало 92,8 чоловіків;  на 100 жінок у віці від 18 років та старших — 89,7 чоловіків також старших 18 років.
Середній дохід на одне домашнє господарство  становив 64 494 долари США (медіана — 53 082), а середній дохід на одну сім'ю — 70 463 долари (медіана — 60 358). Медіана доходів становила 49 538 доларів для чоловіків та 42 496 доларів для жінок. За межею бідності перебувало 14,3 % осіб, у тому числі 22,4 % дітей у віці до 18 років та 8,6 % осіб у віці 65 років та старших.
Цивільне працевлаштоване населення становило 12 428 осіб. Основні галузі зайнятості: освіта, охорона здоров'я та соціальна допомога — 25,8 %, роздрібна торгівля — 13,9 %, мистецтво, розваги та відпочинок — 8,6 %, публічна адміністрація — 8,4 %.